# Cressac-Saint-Genis
Cressac-Saint-Genis korábbi község Franciaországban, Charente megyében. Lakosainak száma 157 fő (2018. január 1.). Cressac-Saint-Genis Bessac, Blanzac-Porcheresse, Deviat, Nonac és Saint-Léger községekkel határos.
2017. január 1-jén Blanzac-Porcheresse korábbi községgel egyesült és az így létrejött Coteaux-du-Blanzacais új község része lett.

## Népesség
A település népességének változása:
| Lakosok száma | 154  | 158  | 160  | 157  |
|               | 2013 | 2015 | 2017 | 2018 |